# Diepenheimse Molenbeek

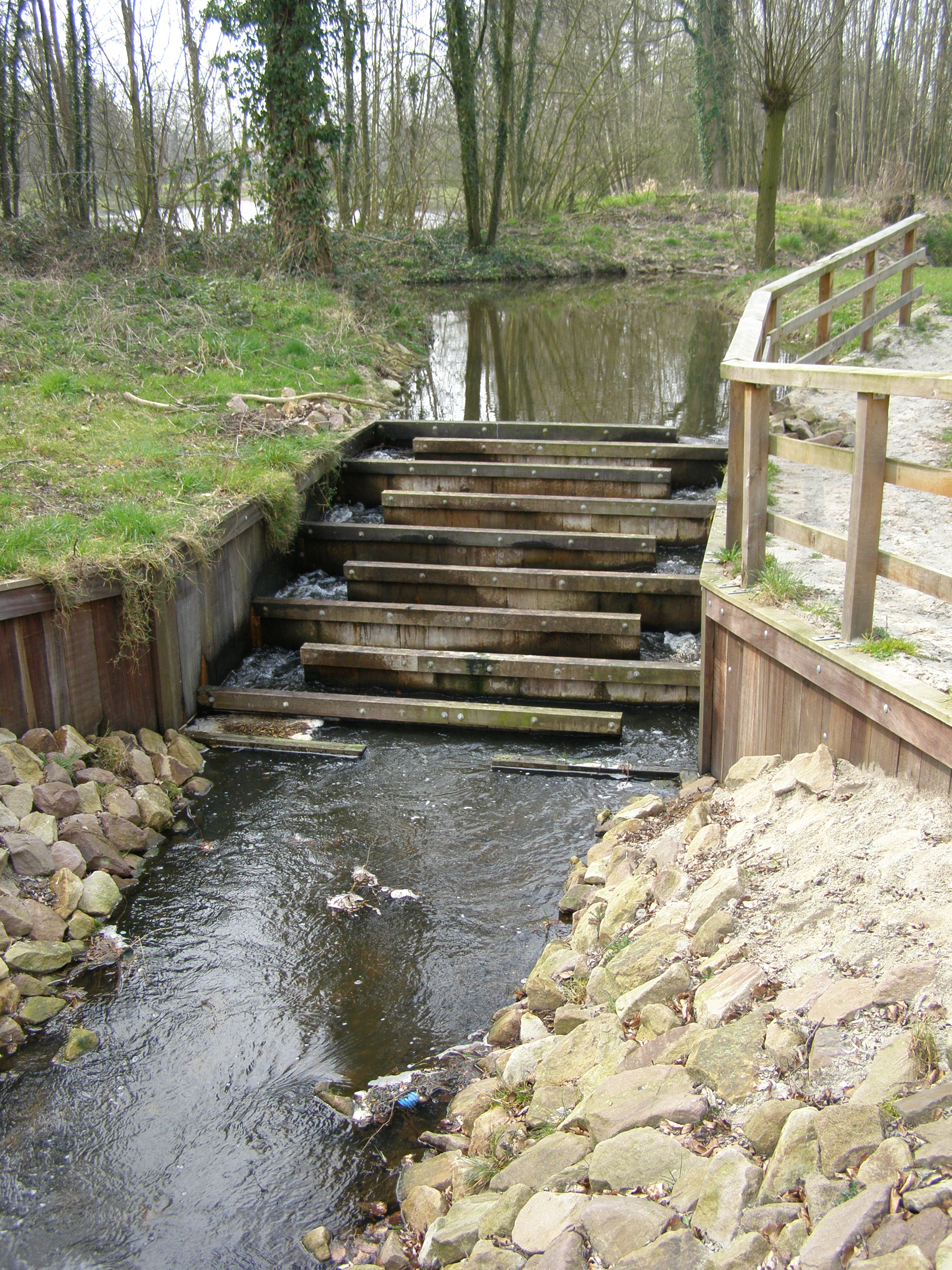
Vispassage in de omvloed van de Diepenheimse Molenbeek

De Diepenheimse Molenbeek is een beek in de omgeving van  Diepenheim in de provincie Overijssel. De beek stroomt van de Buurserbeek langs watermolen De Haller en via een onderleider onder het Twentekanaal naar de Regge.
Rond het jaar 2006 heeft het waterschap Regge en Dinkel een omvloed of bypass met vistrap aangelegd ter verbetering van de vismigratie.